# Insular Preferente de Las Palmas
La Insular Preferente de Las Palmas è una lega calcistica dilettantistica spagnola a cui prendono parte squadre della provincia di Las Palmas. È una delle Divisioni Regionali della federazione spagnola. Dalla fondazione fino al 2021 la promozione era in Tercera División, successivamente sostituita dall'omonima Tercera Federación.
La lega organizza un campionato composto da due gironi da 15 e 14 squadre.

## Albo d'oro
| Stagione  | Campione                                            |
| --------- | --------------------------------------------------- |
| 1977-78   | Unión Chile (1º titolo)                             |
| 1978-79   | Telde (1º titolo)                                   |
| 1979-80   | Union Moral (1º titolo)                             |
| 1980-81   | Tamaraceite (1º titolo)                             |
| 1981-82   | Las Torres (1º titolo)                              |
| 1982-83   | Maspalomas (1º titolo)                              |
| 1983-84   | Ferreras (1º titolo)                                |
| 1984-85   | Racing (1º titolo)                                  |
| 1985-86   | Ferreras (2º titolo)                                |
| 1986-87   | Unión Marina (1º titolo)                            |
| 1987-88   | UD San Antonio (1º titolo)                          |
| 1988-89   | Vecindario (1º titolo)                              |
| 1989-90   | Arucas (1º titolo)                                  |
| 1990-91   | Real Artesano FC (1º titolo)                        |
| 1991-92   | CF Pedro Hidalgo (1º titolo)                        |
| 1992-93   | Pared (1º titolo)                                   |
| 1993-94   | Pared (2º titolo)                                   |
| 1994-95   | Lanzarote (1º titolo)                               |
| 1995-96   | Doramas (1º titolo)                                 |
| 1996-97   | Universidad LPGC (1º titolo)                        |
| 1997-98   | CD La Oliva (1º titolo)                             |
| 1998-99   | Orientación Marítima (1º titolo)                    |
| 1999-2000 | CF Carrizal (1º titolo)                             |
| 2000-01   | Universidad LPGC "B" (1º titolo)                    |
| 2001-02   | AD Huracán (1º titolo)                              |
| 2002-03   | Universidad LPGC "B" (2º titolo)                    |
| 2003-04   | AD Huracán (2º titolo)                              |
| 2004-05   | Doramas (2º titolo)                                 |
| 2005-06   | UD Teror (1º titolo)                                |
| 2006-07   | Universidad LPGC "B" (3º titolo)                    |
| 2007-08   | AD Huracán (3º titolo)                              |
| 2008-09   | Corralejo (1º titolo)                               |
| 2009-10   | Guìa (1º titolo)                                    |
| 2010-11   | San José (1º titolo)                                |
| 2011-12   | UD Viera (1º titolo)                                |
| 2012-13   | El Cotillo (1º titolo)                              |
| 2013-14   | Arucas (2º titolo)                                  |
| 2014-15   | UD San Fernando (1º titolo)                         |
| 2015-16   | Estrella (1º titolo)                                |
| 2016-17   | Las Palmas C (1º titolo)                            |
| 2017-18   | Tamaraceite (2º titolo)                             |
| 2018-19   | UD Gran Tarajal (1º titolo)                         |
| 2019-20   | Guìa (2º titolo)                                    |
| 2020-21   | Herbania (1º titolo) CD Unión Sur Yaiza (1º titolo) |
| 2021-22   | Maspalomas (2º titolo) Estrella (2º titolo)         |

## Dati statistici

### Evoluzione del campionato di Insular Preferente de Las Palmas
Al campionato di Preferente, hanno preso parte rispettivamente:
- 10 squadre, dal 1977-78 al 1978-79.
- 14 squadre, dal 1979-80 al 1981-82.
- 15 squadre, nel 1982-83.
- 16 squadre, nel 1983-84.
- 18 squadre, dal 1984-85 al 1986-87.
- 19 squadre, nel 1987-88.
- 18 squadre, nel 1988-89.
- 20 squadre, dal 1989-90 al 1990-91.
- 18 squadre, dal 1991-92 al 2004-05.
- 19 squadre, dal 2005-06 al 2007-08.
- 18 squadre, dal 2008-09 al 2009-10.
- 19 squadre, nel 2010-11.
- 18 squadre, dal 2011-12 al 2014-15.
- 17 squadre, nel 2015-16.
- 18 squadre, nel 2016-17.
- 19 squadre, nel 2017-18.
- 18 squadre, nel 2018-19.
- 19 squadre, nel 2019-20.
- 28 squadre, nel 2020-21.
- 29 squadre, nel 2021-22.
- 31 squadre, nel 2022-23.

#### Campionati disputati
Dal 1977-78 sono stati disputati 46 campionati di Preferente:
- 26 campionati con 18 squadre (l'ultimo nel 2018-19)
- 7 campionati con 19 squadre (l'ultimo nel 2019-20)
- 3 campionati con 14 squadre (l'ultimo nel 1981-82)
- 2 campionati con 10 squadre (l'ultimo nel 1978-79)
- 2 campionati con 20 squadre (l'ultimo nel 1990-91)
- 1 campionato con 15 squadre (l'unico nel 1982-83)
- 1 campionato con 16 squadre (l'unico nel 1983-84)
- 1 campionato con 17 squadre (l'unico nel 2015-16)
- 1 campionato con 28 squadre (l'unico nel 2020-21)
- 1 campionato con 29 squadre (l'unico nel 2021-22)
- 1 campionato con 31 squadre (l'attuale)

### Squadre plurivincitrici
Di seguito si riporta l'elenco delle squadre vincitrici di due o più campionati.
- 3 volte:  AD Huracán,  Universidad LPGC "B"
- 2 volte:  Ferreras,  Pared,  Doramas,  Arucas,  Tamaraceite,  Guìa,  Maspalomas,  Estrella

### Partecipazioni per squadra
Aggiornato alla stagione 2019-20
| Squadra                | Debutto   | Ultima apparizione | Presenze |
| ---------------------- | --------- | ------------------ | -------- |
| CF Acodetti            | 2009-2010 | 2015-2016          | 7        |
| UD Agaete              | 1985-1986 | 2008-2009          | 12       |
| Aguimes                | 1980-1981 | 1985-1986          | 6        |
| Alta Vista CF          | 1987-1988 | 2010-2011          | 13       |
| Arguineguín            | 1997-1998 | 2019-2020          | 14       |
| Arrecife               | 1983-1984 | 1984-1985          | 2        |
| Real Artesano FC       | 1977-1978 | 2000-2001          | 11       |
| Arucas                 | 1977-1978 | 2019-2020          | 24       |
| Atalaya                | 1984-1985 | 2008-2009          | 11       |
| UD Balos               | 1997-1998 | 2019-2020          | 20       |
| UD Barrial             | 1985-1986 | 1987-1988          | 3        |
| Becerril               | 2015-2016 | 2019-2020          | 5        |
| AD Caideros            | 2003-2004 | 2005-2006          | 3        |
| CF Carrizal            | 1988-1989 | 2003-2004          | 11       |
| Castillo               | 1995-1996 | 2010-2011          | 4        |
| CD Cerruda             | 2006-2007 | 2017-2018          | 5        |
| Corralejo              | 1986-1987 | 2008-2009          | 2        |
| Corralejo B            | 1999-2000 | 2000-2001          | 2        |
| Costa Ayala            | 2015-2016 | 2019-2020          | 4        |
| Costa Bañaderos        | 2018-2019 | 2018-2019          | 1        |
| Cruz de Piedra         | 2011-2012 | 2011-2012          | 1        |
| Doramas                | 1987-1988 | 2019-2020          | 16       |
| El Cotillo             | 2012-2013 | 2019-2020          | 2        |
| El Goro                | 1987-1988 | 1993-1994          | 6        |
| Estrella               | 1980-1981 | 2019-2020          | 20       |
| Ferreras               | 1983-1984 | 2013-2014          | 11       |
| Firgas                 | 1977-1978 | 1982-1983          | 5        |
| Fuerteventura          | 1989-1990 | 1991-1992          | 3        |
| Gáldar                 | 1977-1978 | 2011-2012          | 4        |
| CD Galdense            | 1981-1982 | 1992-1993          | 5        |
| CD Goleta              | 1992-1993 | 2014-2015          | 3        |
| UD Gran Tarajal        | 1989-1990 | 2018-2019          | 8        |
| Guanarteme             | 1985-1986 | 2000-2001          | 6        |
| Guìa                   | 1977-1978 | 2019-2020          | 29       |
| Harìa                  | 2009-2010 | 2018-2019          | 4        |
| Herbania               | 2005-2006 | 2006-2007          | 2        |
| FC Hesperides          | 1979-1980 | 2015-2016          | 5        |
| AD Huracán             | 2001-2002 | 2014-2015          | 6        |
| CD Ingenio             | 1991-1992 | 2019-2020          | 4        |
| UD Isleta              | 1982-1983 | 1996-1997          | 4        |
| Jandía                 | 1987-1988 | 1987-1988          | 1        |
| Jinamar                | 2003-2004 | 2005-2006          | 3        |
| Juan Grande            | 1986-1987 | 1992-1993          | 7        |
| La Angostura           | 1990-1991 | 1997-1998          | 7        |
| La Lajita              | 1995-1996 | 1999-2000          | 5        |
| CD La Oliva            | 1988-1989 | 2005-2006          | 8        |
| CD La Oliva B          | 2003-2004 | 2003-2004          | 1        |
| Ladera Alta            | 1986-1987 | 1987-1988          | 2        |
| Lanzarote              | 1978-1979 | 1994-1995          | 6        |
| Lanzarote B            | 2002-2003 | 2002-2003          | 1        |
| Las Palmas Atlético    | 1980-1981 | 1982-1983          | 3        |
| Las Palmas C           | 2009-2010 | 2016-2017          | 5        |
| Las Torres             | 1981-1982 | 1997-1998          | 11       |
| Los Velez              | 2011-2012 | 2014-2015          | 4        |
| Marpequeña             | 2004-2005 | 2007-2008          | 4        |
| Maspalomas             | 1982-1983 | 2019-2020          | 11       |
| Mogan                  | 1990-1991 | 1993-1994          | 4        |
| Moya                   | 2005-2006 | 2005-2006          | 1        |
| Muelle Atletico CF     | 1981-1982 | 2011-2012          | 6        |
| Orientación Marítima   | 1988-1989 | 1998-1999          | 6        |
| Pájara Playas          | 1984-1985 | 2000-2001          | 12       |
| Panadería Pulido       | 2014-2015 | 2015-2016          | 2        |
| Pared                  | 1991-1992 | 1993-1994          | 3        |
| CF Pedro Hidalgo       | 1988-1989 | 2019-2020          | 14       |
| Poligono de Arinaga    | 2012-2013 | 2013-2014          | 2        |
| Polonia                | 1979-1980 | 1984-1985          | 5        |
| Puerto de Rosario      | 2011-2012 | 2014-2015          | 4        |
| Puerto del Carmen      | 1990-1991 | 1990-1991          | 1        |
| Racing                 | 1979-1980 | 1984-1985          | 3        |
| San Andrés             | 1980-1981 | 1983-1984          | 4        |
| UD San Antonio         | 1977-1978 | 2019-2020          | 24       |
| San Bartolomè          | 2011-2012 | 2016-2017          | 3        |
| San Cristóbal          | 1980-1981 | 1980-1981          | 1        |
| UD San Fernando        | 2013-2014 | 2014-2015          | 2        |
| UD San Gregorio        | 2016-2017 | 2018-2019          | 3        |
| San Isidro             | 1982-1983 | 1988-1989          | 7        |
| San José               | 1977-1978 | 2016-2017          | 20       |
| San Nicolàs            | 1995-1996 | 2006-2007          | 6        |
| CD San Pedro Martir    | 2008-2009 | 2019-2020          | 9        |
| Sanbrit                | 1977-1978 | 1979-1980          | 3        |
| Sant'Agata             | 1980-1981 | 1987-1988          | 4        |
| UD Santa Brigida       | 1978-1979 | 2003-2004          | 19       |
| UD Santa Brigida B     | 2004-2005 | 2006-2007          | 3        |
| Santa Lucia            | 1990-1991 | 1994-1995          | 5        |
| Santa Maria de La Vega | 1995-1996 | 1995-1996          | 1        |
| Sporting Tias          | 1983-1984 | 2010-2011          | 3        |
| CD Unión Sur Yaiza     | 1999-2000 | 2019-2020          | 14       |
| CD Tablero             | 1988-1989 | 2019-2020          | 14       |
| CD Tahiche             | 1987-1988 | 2019-2020          | 6        |
| Tamaraceite            | 1980-1981 | 2017-2018          | 7        |
| Tarajalejo             | 2004-2005 | 2004-2005          | 1        |
| Teguise                | 1991-1992 | 2016-2017          | 13       |
| Telde                  | 1977-1978 | 2017-2018          | 8        |
| Atletico Tenoya        | 1980-1981 | 1980-1981          | 1        |
| UD Teror               | 1980-1981 | 2019-2020          | 14       |
| CF Atlético Tiense     | 2007-2008 | 2012-2013          | 4        |
| Tinajo                 | 2008-2009 | 2008-2009          | 1        |
| Torrelavega            | 2004-2005 | 2004-2005          | 1        |
| CF Union Antigua       | 2001-2002 | 2002-2003          | 2        |
| Unión Chile            | 1977-1978 | 2007-2008          | 21       |
| Unión Marina           | 1983-1984 | 2018-2019          | 23       |
| Union Moral            | 1979-1980 | 1983-1984          | 2        |
| Unión Peña             | 1994-1995 | 2003-2004          | 6        |
| Universidad LPGC       | 1996-1997 | 1996-1997          | 1        |
| Universidad LPGC "B"   | 2000-2001 | 2010-2011          | 5        |
| Vallinamar             | 2010-2011 | 2015-2016          | 4        |
| UD Valsequillo         | 2002-2003 | 2010-2011          | 7        |
| Valterra               | 1989-1990 | 1996-1997          | 8        |
| Vecindario             | 1983-1984 | 2014-2015          | 6        |
| Vecindario B           | 2008-2009 | 2011-2012          | 4        |
| Vecinklubf             | 2016-2017 | 2017-2018          | 2        |
| Victoria               | 2016-2017 | 2019-2020          | 4        |
| Viera                  | 2010-2011 | 2017-2018          | 3        |
| Villaverde Norte       | 2013-2014 | 2013-2014          | 1        |
| Zàrate                 | 1990-1991 | 1999-2000          | 3        |

## Stagioni

### 2020-2021

#### Gruppo 1
1. Herbania
2. El Cotillo
3. Victoria
4. CD Breñamen
5. UD Teror
6. CD Goleta
7. UD Balos
8. Maspalomas
9. CD Ingenio
10. Arguineguín
11. CF Pedro Hidalgo
12. Castillo
13. UD Agaete
14. UD Valsequillo

#### Gruppo 2
1. CD Unión Sur Yaiza
2. San Bartolomè CF
3. CD San Pedro Martir
4. CD Tahiche
5. Las Longueras
6. Estrella
7. UD San Antonio
8. Doramas
9. UJ Costa Ayala
10. CF Carrizal
11. Valleseco UD
12. CD Tablero
13. CD Becerril
14. CD San Isidro Aluminios Daniel

### 2021-2022

#### Gruppo 1
1. Maspalomas
2. San Bartolomè CF
3. Victoria
4. CD Goleta
5. Sporting Tias
6. CD Tahiche
7. CD Ingenio
8. UD Balos
9. Arguineguín
10. Telde
11. CD San Pedro Martir
12. CD Becerril
13. Artenara
14. CF Cardones

#### Gruppo 2
1. Estrella
2. Universidad LPGC "B"
3. CD Breñamen
4. Doramas
5. El Cotillo
6. Guìa
7. UD Teror
8. Tarajalejo CF
9. CF Lomo Blanco
10. Vecindario
11. Valleseco UD
12. UD Barrial
13. UJ Costa Ayala
14. CF Carrizal
15. Las Longueras